# Hirschferkel
Hirschferkel oder Zwergböckchen (Tragulidae) sind eine Familie der Paarhufer mit wenigen Arten in den Tropen Afrikas und Asiens. Sie sind kaum größer als Hasen und bilden stammesgeschichtlich die urtümlichste Gruppe der Wiederkäuer.

## Beschreibung
Die Kopf-Rumpf-Länge der Hirschferkel liegt zwischen 40 und 85 cm, das Gewicht zwischen 2 und 12 kg; sie sind damit die kleinsten lebenden Paarhufer. Sie haben keine Stirnwaffen, also weder Hörner noch ein Geweih, dafür sind die Eckzähne, insbesondere bei den Männchen, vergrößert und ragen stoßzahnartig aus dem Maul. Der Körperbau ist rundlich; im Gegensatz dazu sind die Beine sehr dünn und wirken zerbrechlich. Ihre Fellfärbung variiert von orangebraun bis grau und ist an der Unterseite heller, meist weißlich. In den Gattungen Hyemoschus und Moschiola haben die Tiere streifenförmig angeordnete weiße Flecken an den Flanken.
Der kleine Kopf ist durch die zugespitzte Schnauze und die relativ großen Augen charakterisiert. Die Zahnformel dieser Tiere lautet 0/3-1/1-3/3-3/3, insgesamt also 34 Zähne. Wie bei vielen anderen Paarhufern fehlen die oberen Schneidezähne, die unteren Eckzähne ähneln den Schneidezähnen.

## Verbreitung und Lebensraum
Eine Art, das Afrikanische Hirschferkel, ist im zentralen Teil Afrikas verbreitet, die übrigen Arten, die Kantschile, leben in Süd- und Südostasien von Indien bis Indonesien. Ihr Lebensraum sind meist mit dichtem Unterholz bestandene Wälder, vorwiegend Regenwälder, meist in der Nähe von Gewässern.

## Lebensweise
Alle Hirschferkel sind dämmerungs- und nachtaktiv. Sie sind sehr scheue und zurückgezogen lebende Tiere, die man kaum zu Gesicht bekommt. Es sind territoriale Tiere, die ihr Revier mit Urin, Kot oder dem Sekret einer Drüse am Unterkiefer markieren. Sie leben entweder einzelgängerisch oder in monogamen Paaren. Reviere einzeln lebender Tiere unterschiedlichen Geschlechts können sich leicht überlappen. Außerhalb der Paarungszeit respektieren gleichgeschlechtliche Artgenossen die Grenzen, nur im Zusammenhang mit der Fortpflanzung tragen Männchen kurze Kämpfe aus, bei denen sie aufeinander zurennen und sich mit ihren Eckzähnen beißen.

## Ernährung

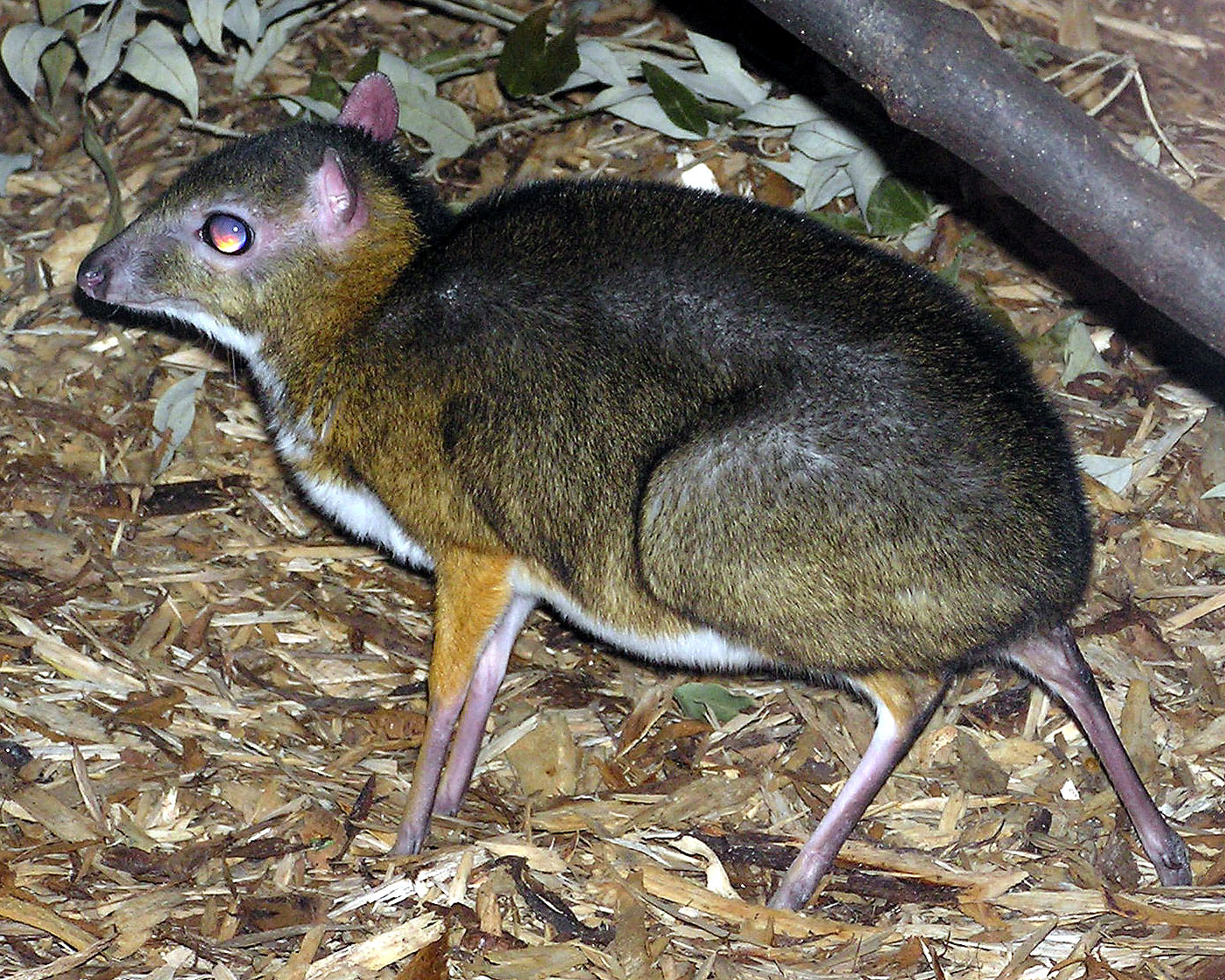
Kleinkantschil im Zoo von Bristol

Hirschferkel sind überwiegend Pflanzenfresser, sind aber in der Nahrung nicht sonderlich spezialisiert: so verzehren sie Blätter, Gräser, Knospen und zu Boden gefallene Früchte. Tierische Kost (zum Beispiel Insekten, Fische und Aas) macht einen kleinen Teil ihrer Nahrung aus.
Wie alle Wiederkäuer besitzen sie einen mehrkammerigen Magen.

## Fortpflanzung
Eine Besonderheit, die zumindest bei zwei Arten beobachtet wurde, ist, dass sich die Weibchen oft nur wenige Stunden nach der Geburt erneut paaren und so nahezu ihr ganzes Erwachsenenleben trächtig verbringen können. Die Tragzeit beträgt rund fünf bis sieben Monate, die Wurfgröße meist eins (selten zwei). Die Jungtiere sind Nestflüchter und werden innerhalb weniger Monate geschlechtsreif.

## Systematik

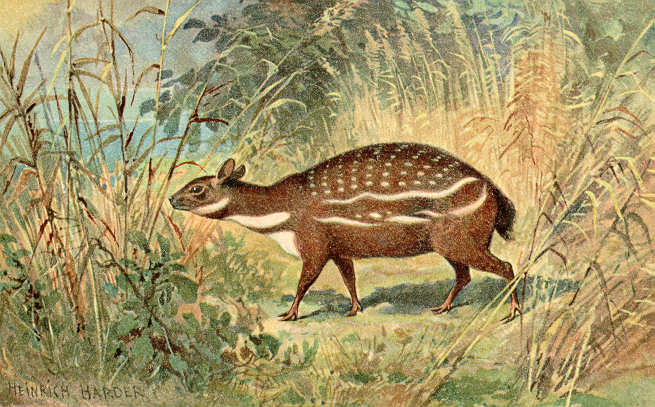
Dorcatherium, ein Hirschferkel aus dem Miozän, Zeichnung von Heinrich Harder

Phylogenetisch stehen die Hirschferkel an der Basis der Wiederkäuer und bilden das Schwestertaxon aller übrigen Vertreter dieser Gruppe, die als Pecora (Stirnwaffenträger) zusammengefasst werden. (Siehe auch Systematik der Paarhufer.)
Die frühesten Funde von Vorfahren der Hirschferkel gehen auf das späte Oligozän und das frühe Miozän zurück. In jener Epoche hatte diese relativ urtümliche Gruppe auch ihre weiteste Verbreitung; sie ist aus Europa, Asien und Afrika bekannt. Seitdem sind ihre Vertreter nahezu unverändert geblieben. Eine Charakterform stellt hier Dorcatherium dar. In den näheren, heute ausgestorbenen Verwandtschaftskreis gehören die in Eurasien nachgewiesenen Archaeomerycidae und die aus Nordamerika stammenden Leptomerycidae. Zu letzteren zählt Leptomeryx das eine der häufigsten Fossilformen des Oligozäns der Badlands in den USA repräsentiert.
Folgende Arten sind bekannt:
- Gattung Hyemoschus
  - Afrikanisches Hirschferkel oder (irreführend) Wassermoschustier (Hyemoschus aquaticus)
- Gattung Tragulus
  - Großkantschil (Tragulus napu)
  - Java-Kantschil (Tragulus javanicus)
  - Vietnam-Kantschil (Tragulus versicolor)[3]
  - Thailand-Kantschil (Tragulus williamsoni)
  - Kleinkantschil (Tragulus kanchil)
  - Balabac-Kantschil (Tragulus nigricans)
- Fleckenkantschile (Gattung Moschiola, manchmal zu Tragulus gerechnet)
  - Indien-Kantschil (Moschiola indica)
  - Ceylon-Kantschil (Moschiola meminna)
  - Gelbstreifenkantschil (Moschiola kathygre)

Die asiatischen Hirschferkel werden auch als Kantschile bezeichnet.  Einige phylogenetische Analysen, basierend auf anatomischen Merkmalen, wiesen sie als monophyletische Gruppe aus, denen das Afrikanische Hirschferkel als Schwesterform gegenüberstand. Molekulargenetische Untersuchungen aus dem Jahr 2018 zeigen auf, dass die Vertreter der Gattung Tragulus dem Afrikanischen Hirschferkel näher stehen als den Fleckenkantschilen.